# Chelonus yasumatsui
Chelonus yasumatsui är en stekelart som beskrevs av Watanabe 1950. Chelonus yasumatsui ingår i släktet Chelonus och familjen bracksteklar. Inga underarter finns listade i Catalogue of Life.